# Garlepps muis
De Garlepps muis (Galenomys garleppi)  is een zoogdier uit de familie van de Cricetidae. De wetenschappelijke naam van de soort werd voor het eerst geldig gepubliceerd door Thomas in 1898.

## Voorkomen
De soort komt voor in Chili, Peru en Bolivia.
Andalgalomys · Auliscomys · Calassomys · Calomys · Eligmodontia · Galenomys · Graomys · Loxodontomys · Phyllotis · Salinomys · Tapecomys